# Presoners del cel
Presoners del cel (títol original: Heaven's Prisoners) és una pel·lícula estatunidenca dirigida per Phil Joanou, estrenada l'any 1996. Ha estat doblada al català.

## Argument
Dave Robicheaux, antic detectiu de la policia criminal de Nova Orleans, viu als bayous amb la seva dona Annie. S'ha reconvertit en venedor d'articles de pesca després de desenganys deguts a l'alcohol. En una sortida per fer submarinisme, un avió de turisme s'espatlla al llac Pontchartrain, no lluny del seu vaixell. Dave es submergeix de seguida per auxiliar eventuals supervivents i arriba a treure una noieta a la superfície.

## Repartiment
- Alec Baldwin: Dave Robicheaux
- Kelly Lynch: Annie Robicheaux
- Mary Stuart Masterson: Robin Gaddis
- Teri Hatcher: Claudette Rocque
- Eric Roberts: Bubba Rocque
- Vondie Curtis-Hall: Minos Dautrieve
- Badja Djola: Batiste
- Samantha Lagpacan: Alafair
- Joe Viterelli: Didi Giancano
- Tuck Milligan: Jerry Falgout
- Hawthorne James: Victor Romero
- Don Stark: Eddie Keats
- Carl A. McGee: Toot
- Paul Guilfoyle: detectiu Magelli

## Rebuda
- Premis 1996: Nominada als Premis Razzie: Pitjor actriu secundària (Teri Hatcher)
- Crítica
  - "Correcte thriller rodat sota els típics clixés del cinema negre. (...) Molt entretingut"[3]
  - "Té una insuperable atmosfera. (...) Però quan els personatges comencen a parlar, la qual cosa surt de les seves boques és forçat, una paròdia de diàlegs durs. No importa el sinistres que semblin, simplement no te'ls creïs."[4]
  - "Un recarregat exemple d'excés melodramàtic (...) Té argument suficient per a tres pel·lícules, encara que no prou perquè tingui sentit aquesta. (...) a cert nivell és possible apreciar el treball posat en ella. (...) Puntuació: ★★ (sobre 4)."[5]